# Future nova/after laughter
「future nova/after laughter」（フューチャー・ノヴァ/アフター・ラフター）は、日本のロックバンド・school food punishmentの5枚目のシングル。2010年3月10日にEpic Recordsから発売された。

## 概要
前作の「light prayer」から約4ヶ月振りのシングル。初回限定生産盤は「light prayer」のミュージックビデオと映画『東のエデン劇場版II Paradise Lost』の映画予告編の映像が収録されたDVD2枚組となっている。また東のエデンオリジナルステッカーとschool food punishmentオリジナルステッカーとピックが入っている。通常初回盤はワイドステッカーが封入されている。

## 収録曲
CD
（全作詞：内村友美）　
1. future nova [4:40]
作曲:school food punishment、編曲:江口亮
映画『東のエデン 劇場版II Paradise Lost』オープニングテーマ
2. after laughter [4:19]
作曲:内村友美、編曲:江口亮
映画『東のエデン 劇場版II Paradise Lost』エンディングテーマ
3. light prayer -AKXMIM Remix- [4:36]
作曲:school food punishment・江口亮、編曲:MIM、弦編曲:江口亮・石塚徹

DVD
1. light prayer -MUSIC VIDEO-
2. 『東のエデン 劇場版II Paradise Lost』予告編映像

## 収録アルバム
| 曲名        | 収録アルバム       | 発売日        | 備考               |
| ----------- | ------------------ | ------------- | ------------------ |
| future nova | 『amp-reflection』 | 2010年4月14日 | オリジナルアルバム |